# Basaula Lemba
Basaula Lemba (Kinshasa, 1965. március 3. –) kongói születésű labdarúgó, posztja középpályás.

## Pályafutása
Zaire labdarúgó-válogatottjának keretében részt vett az 1992-es és 1994-es afrikai nemzetek kupájában.

## Családja
Basaula Lemba Arnaldo Custódio Welo Lupeta és Joaquim Manuel Welo Lupeta nagybácsija.

## Fordítás
Ez a szócikk részben vagy egészben  a   Basaula Lemba című angol Wikipédia-szócikk ezen változatának fordításán alapul.  Az eredeti cikk szerkesztőit annak laptörténete sorolja fel. Ez a jelzés csupán a megfogalmazás eredetét és a szerzői jogokat jelzi, nem szolgál a cikkben szereplő információk forrásmegjelöléseként.